# Chov supa hnědého v Zoo Praha

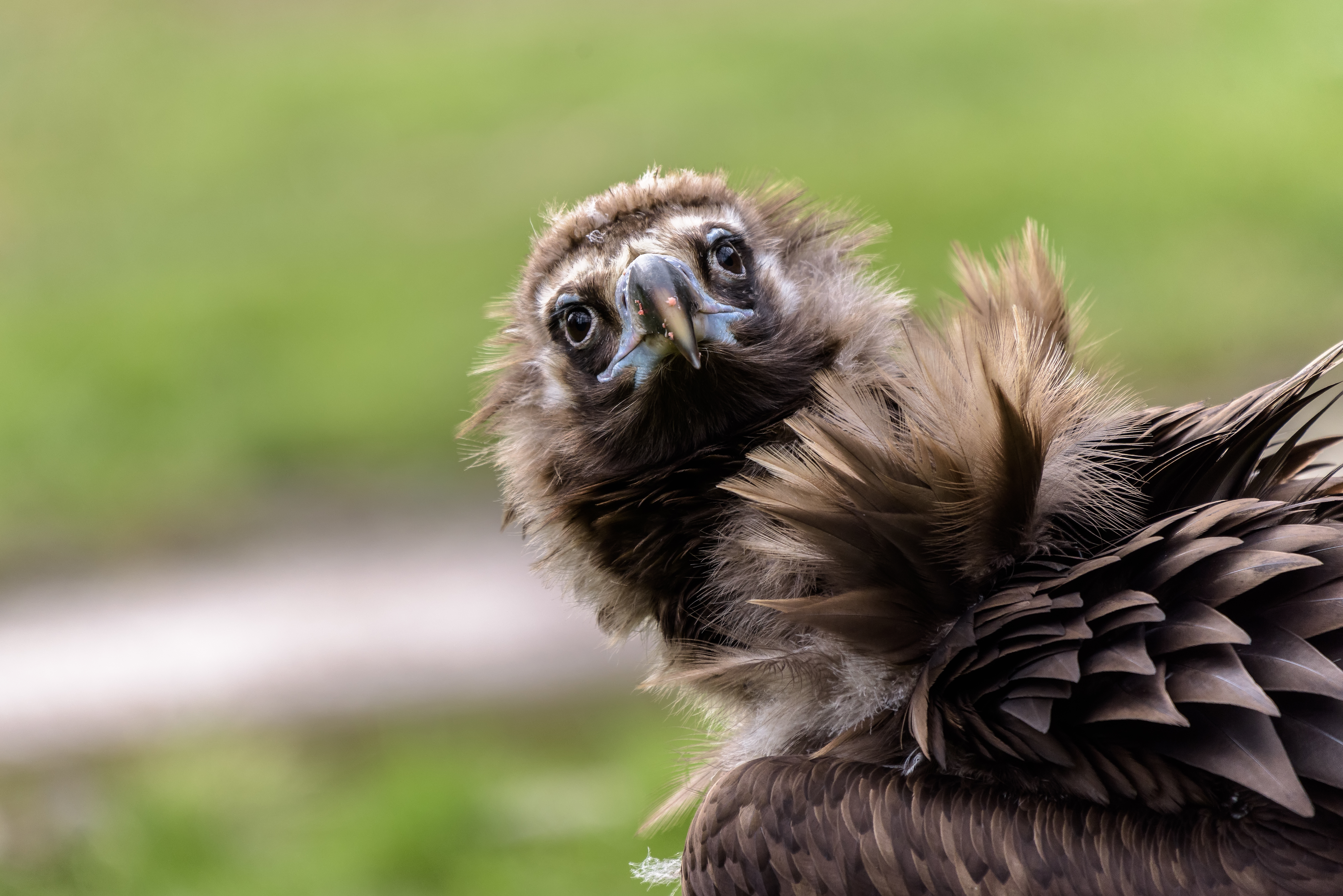
Sup hnědý v Zoo Praha

Chov supa hnědého je jedním z nejvýznamnějších chovů dravců v Zoo Praha. Tento druh je totiž chován nepřetržitě již od roku 1933. První mládě přišlo na svět v roce 1992.
V letech 1933 až 2000 bylo v Zoo Praha zaznamenáno 42 supů hnědých. Z toho 33 jedinců bylo dovezeno a devět jedinců se v Zoo Praha narodilo. Specifickou součástí jsou zvířata z 50. let 20. století. Tehdy totiž pražská zoo fungovala mj. také jako tranzitní stanice mezi Sovětským svazem a Západním světem. Pět zvířat ze zmíněného počtu tak byli supi hnědí, kteří v zoo byli jen maximálně jeden měsíc a následně byli převezeni do cílové destinace. Dalších šest jedinců mělo také putovat dál, ale nakonec zůstalo v majetku zoo jakožto provize za karanténní služby.
Z let 1933 až 2019 je v záznamech Zoo Praha minimálně 58 jedinců. Za toto období bylo prokazatelně odchováno sedm mláďat. První v roce 1992, zatím poslední v roce 2001.

## Historie chovu
První dva supi hnědí byli získáni v říjnu 1933, a to od cirkusu bratří Kludských. Cirkus byl tehdy v konkurzu a zoo tyto dva ptáky získala za 50 korun. Jednalo se tehdy o druhý druh supa v Zoo Praha po supu bělohlavém. Samice uhynula v únoru 1942 a jako důvod úmrtí si Jiří Janda, první ředitel zoo, poznamenal "vadu křídla a stáří". Samec uhynul v březnu 1950, takže žil v zoo takřka 20 let.
V letech 1977 až 1979 bylo v zoo chováno celkem osm jedinců!

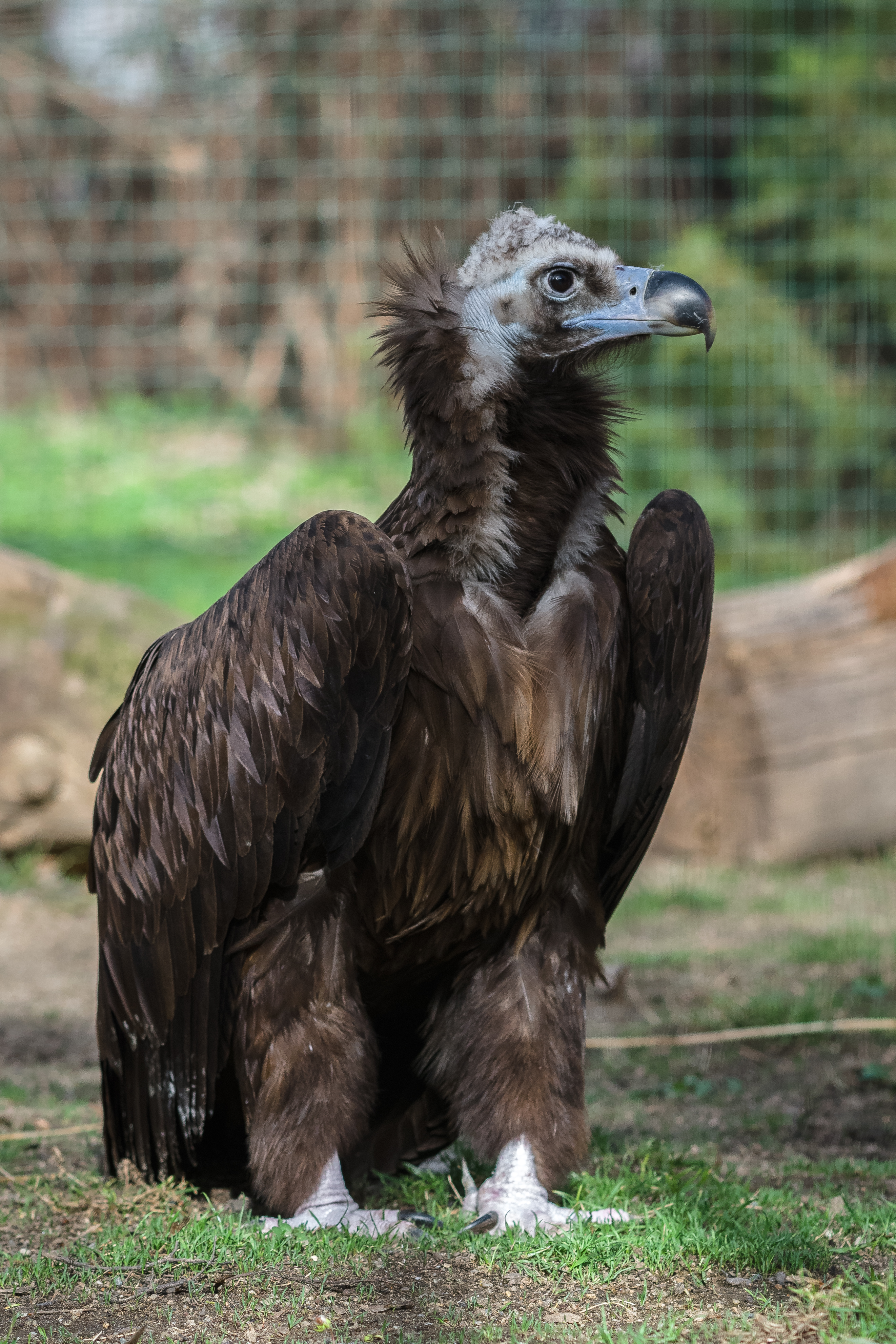
Samice Buchta

V Právě v 70. letech 20. století byl do zoo přivezen pár (nazývaný Konrádi) původem z volné přírody, který do Prahy dorazil v roce 1977, a také samici Buchtu, jejíž příchod se datuje do srpna 1972. Buchta tehdy přišla ještě s další samicí a samcem, kteří spolu utvořili pár, a tak byla sama bez partnera do roku 1993. Tehdy byla spojena se samcem Bubákem ze zoo v rakouském Innsbrucku. Od té doby tvořili harmonický pár. Kvůli handicapu samce však nikdy nedošlo k úspěšnému páření, vždy bylo sneseno jen neoplozené vejce. Proto se Buchta v roce 2013 stala pěstounkou supů z jiných zoo. Tím prvním bylo mládě ze Zoo Liberec. Další mládě následovalo o dva roky později.
Zmíněný pár Konrádi začal hnízdit v roce 1981. Jejich první odchov se datuje do roku 1992.
Na začátku 90. let 20. století byli chováni čtyři ptáci (dva páry). V 90. letech 20. století došlo k mnoha příchodům, odchodům i odchovům. První úspěšný odchov se podařil ve zmíněném roce 1992. V roce 2000 bylo chováno celkem 12 supů hnědých, sedm samců a pět samic.
Ke konci roku 2017 bylo chováno 5 samců a 7 samic. Ke konci roku 2018 byli chováni čtyři samci a šest samic, tedy 10 jedinců.
V roce 2019 se jednalo o jeden ze čtyř druhů supů chovaných v Zoo Praha. Těmi dalšími byli sup kapucín, sup mrchožravý a orlosup bradatý. V případě posledních dvou jmenovaných se přitom jedná o druhy, u kterých se Zoo Praha podílí také na jejich ochraně in-situ a patří také mezi klíčové chované druhy.

## Expozice

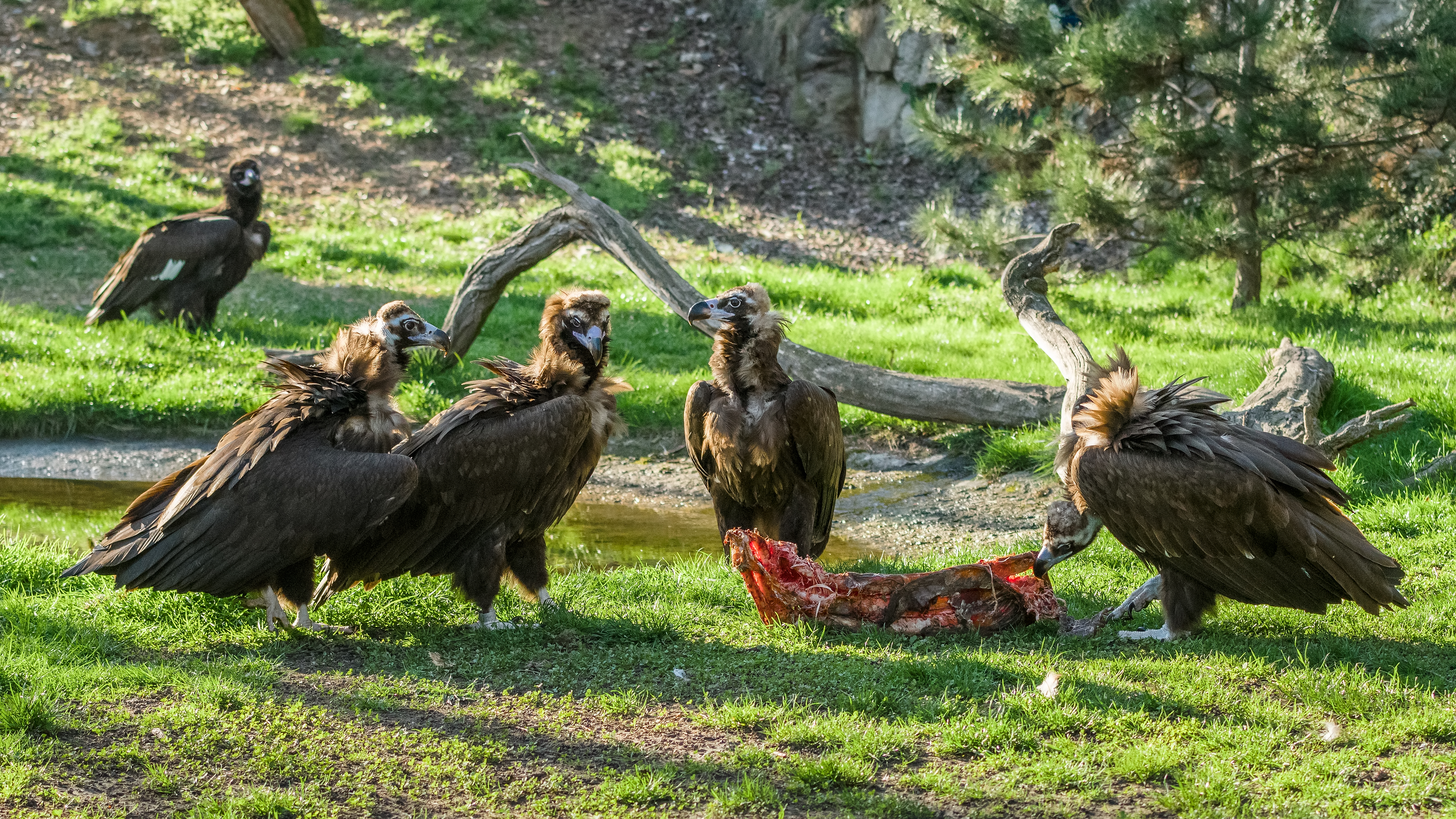
Supi hnědí ve velké voliéře dravců

Většina supů hnědých v historii Zoo Praha byla chována ve velké voliéře dravců. Původní voliéra z roku 1931 se zřítila v zimě 1969. Měla rozměry 25krát 16krát 14 metrů a ve své době byla největší v Evropě. V roce 1972 vznikla na stejném místě nová větší voliéra s rozměry 38krát 28krát 16 metrů (voliéra o objemu 2560 m3). Součástí této voliéry byla v letech 1972 až 1992 návštěvnická lávka. Ta byla kvůli klidu ptáků nakonec odstraněna.
V současnosti je tento druh k vidění kromě velké voliéry dravců také v jedné z dravčích voliér v dolní části zoo, poblíž pavilonu tučňáků.